# Schedophilus medusophagus
Rouffe des méduses
Espèce
Synonymes
- Centrolophus britannicus Günther, 1860[1] [2]
- Centrolophus medusophagus Cocco, 1839[1] [2]
- Lirus medusophagus (Cocco, 1839)[1] [2]
- Mupus medusophagus (Cocco, 1839)[1] [2]

Statut de conservation UICN

LC : Préoccupation mineure
Schedophilus medusophagus, communément appelé Rouffe des méduses, est une espèce de poissons de la famille des Centrolophidae.

## Répartition
Schedophilus medusophagus se rencontre dans tout l'Atlantique nord, de la Norvège jusqu'au Maroc ainsi qu'en Méditerranée, et sur les côtes est de l'Amérique du Nord.
Poisson pélagique, on le rencontre le plus communément entre 200 et 400 m de profondeur, occasionnellement jusqu'à 900 m. Les jeunes restent en surface, côtoyant les méduses et les DCP (Dispositifs de Concentration de Poissons) jusqu'à une taille avoisinant les 20 cm.

## Description
Schedophilus medusophagus est plus petite que la majorité des autres espèces du genre Schedophilus : elle ne dépasse que rarement les 50 cm.

## Alimentation
Elle se nourrit majoritairement, comme ses noms scientifique et vernaculaire l'indiquent, de méduses et de cténophores, mais aussi de petits crustacés .

## Intérêt commercial
Ce poisson n'est pas ou peu utilisé et présente donc un faible intérêt commercial.

## Publication originale
- (it) Cocco, 1839 : Sopra un nuovo genere di pesci della famiglia de Centrolofini e di una nuova specie di Trachurus. L'Innominato, Giornale di Amena Letteratura e Belle Arti Anno, 3e année, n. 7, p. 56-59.